# Klein schaduwmos
Het klein schaduwmos (Phaeophyscia nigricans) is een korstmos uit de familie Physciaceae. Het komt voor op geeutrofieerd steen en soms op epifyt op zeer sterk geeutrofieerde bomen voor.

## Kenmerken
Het bladvormig thallus bestaat uit zeer fijne lobben en de kleur varieert van bruin/groen tot bijna zwart. Sorediën zijn onregelmatig, grofkorrelig en altijd aanwezig. 
Dit korst heeft geen kenmerkende kleurreacties, die kunnen helpen bij determinatie.
Klein schaduwmos kan worden verward met:
- Rond schaduwmos (Phaeophyscia orbicularis), maar deze is aanzienlijk groter, grover van bouw en meestal anders gekleurd.

## Verspreiding
In Nederland komt het vrij algemeen tot vrij zeldzaam voor, het is niet bedreigd en staat niet op de rode lijst.